# Oporinia omicrata
Oporinia omicrata är en fjärilsart som beskrevs av Adrian Hardy Haworth 1802. Oporinia omicrata ingår i släktet Oporinia och familjen mätare. Inga underarter finns listade i Catalogue of Life.